# Hand (kortspel)

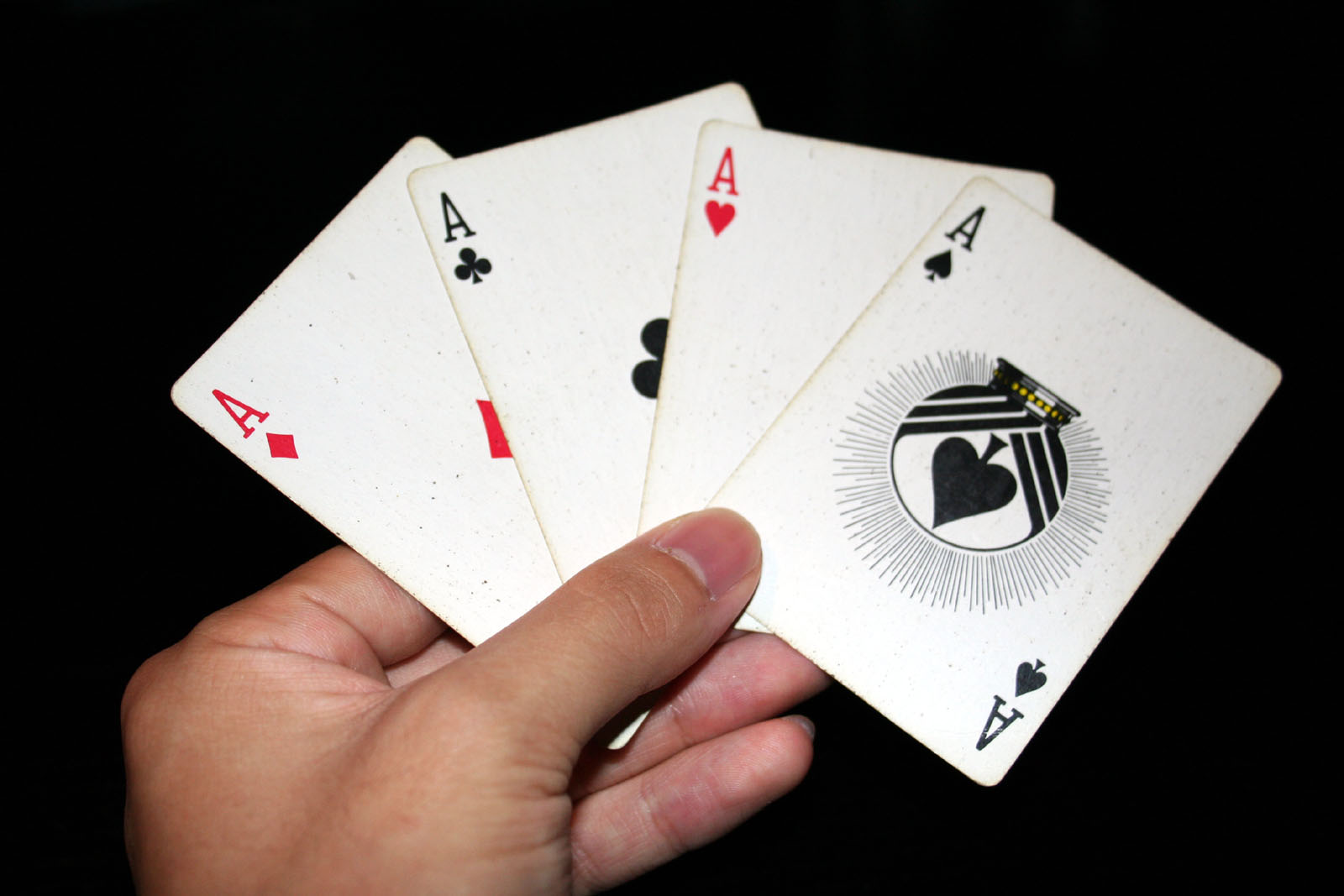
En hand med fyra ess

Hand i kortspel innebär mängden av spelkort som en spelar har på hand, d.v.s. håller i. I poker kan en hand kallas olika saker. Till exempel Han har en bra hand, han har en stege.